# Los archivos de la Sociedad de las Naciones

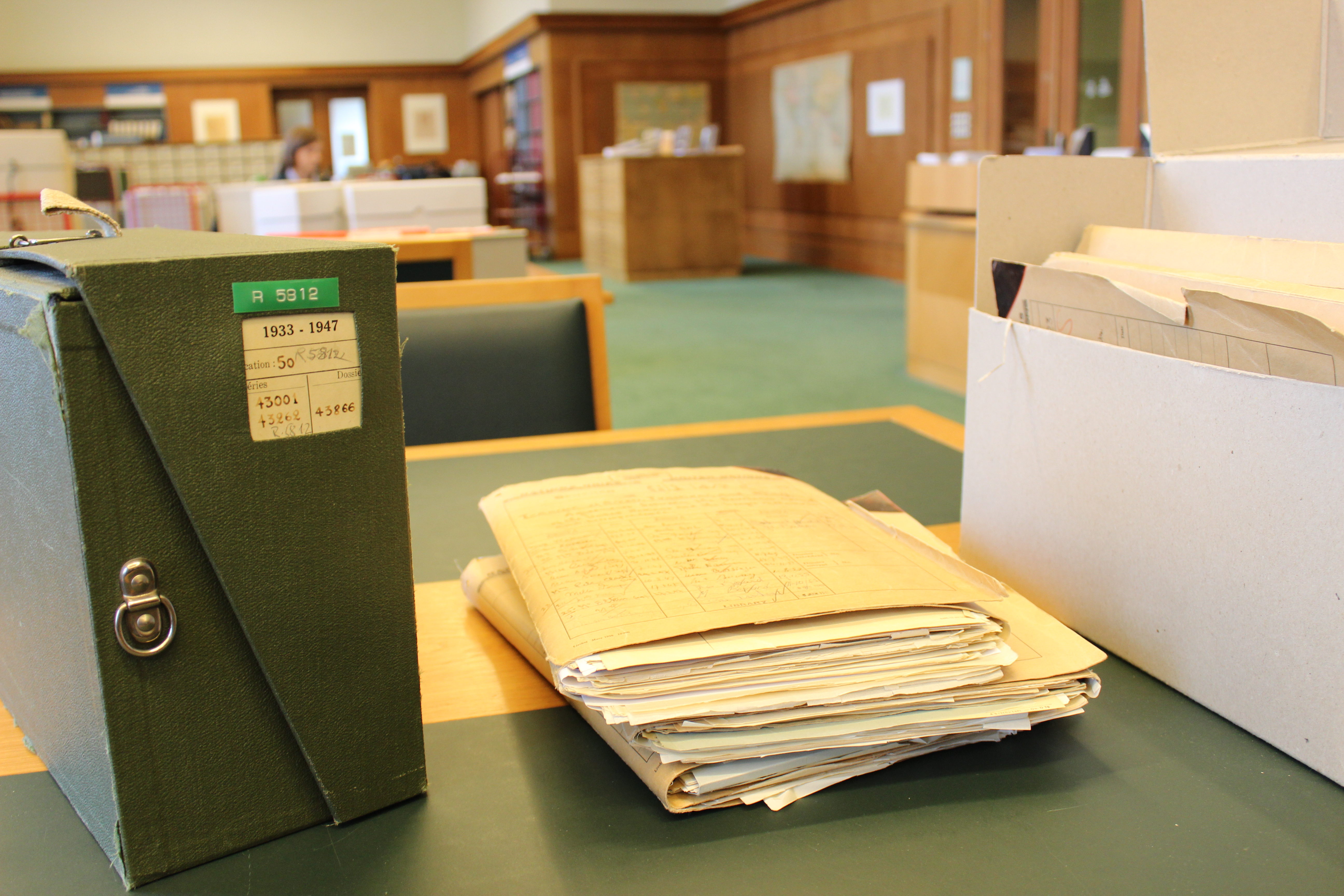
Mesa de trabajo de un investigador de los archivos de la Sociedad de Naciones en la Sala de Lectura del Archivo de la Sociedad de Naciones y las Naciones Unidas John D. Rockefeller Jr. en Ginebra.

El archivo de la Sociedad de Naciones es una colección de registros históricos y documentos oficiales de la Sociedad de Naciones. La colección se encuentra en la Oficina de las Naciones Unidas en Ginebra (ONUG), donde es administrada por la Sección de Memoria Institucional (IMS) de la Biblioteca y Archivos de la ONU en Ginebra. Consta de aproximadamente 15 millones de páginas y comprende casi 3 kilómetros lineales. La UNESCO ha reconocido la importancia histórica de los archivos de la Sociedad de Naciones tras su inscripción en el Registro de la Memoria del Mundo en 2009.

## Historia y alcance

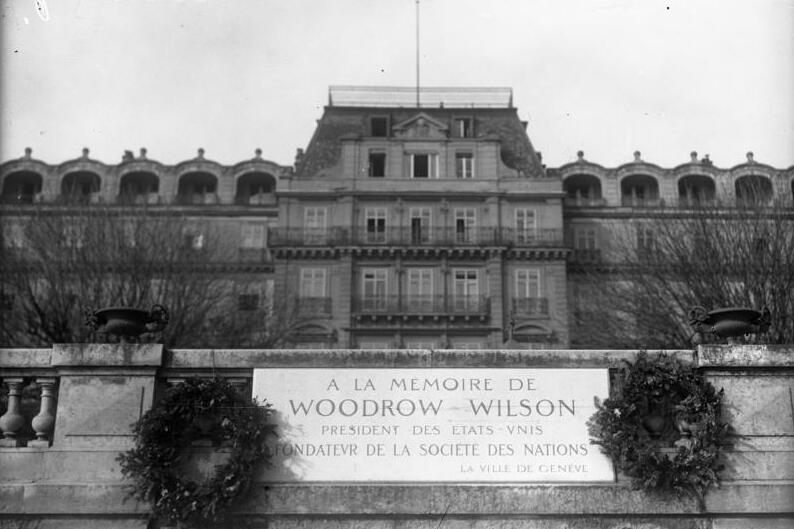
El Registro era responsable del registro y procesamiento de los archivos en la Sede de la Sociedad de Naciones. En la foto, el Palais Wilson, el cual sirvió como sede entre 1920 y 1936.

La Sociedad de Naciones creó y almacenó sus registros a lo largo de su existencia (10 de enero de 1920 - 18 de abril de 1946). Sin embargo, sus archivos se remontan a las negociaciones del Tratado de Versalles en 1919 y se extienden hasta su disolución y cierre en 1946. En general, la Sociedad conservó sus documentos sólo como parte de sus funciones (es decir, sin la intención de preservar su historia). Ya en 1919, la Secretaría de la Sociedad de Naciones creó un Registro, cuya función era crear archivos y conservar documentos relacionados con la administración y los actos oficiales de la Sociedad, particularmente en lo que se refiere al funcionamiento del Consejo y la Asamblea y sus comités, comisiones y conferencias.
En 1946, las nacientes Naciones Unidas recibieron los archivos y documentos del Registro de la Sociedad. En ese momento, éstos no se consideraban un archivo en el sentido estricto del término y el acceso era extremadamente limitado. No fue hasta 1956, cuando pasaron a cargo de la Biblioteca de la ONUG, que fueron reconocidos formalmente como independientes de la administración de la ONU. Sin embargo, el acceso seguía siendo muy limitado, abierto a investigadores sólo a través de un sistema de "méritos" muy estricto.
En 1965, el Fondo Carnegie para la Paz Internacional propuso financiar un proyecto para abrir el acceso a los materiales de la Sociedad a los investigadores. El proyecto comenzó en 1966 y concluyó en 1969. El resultado más importante fue la creación del principal instrumento de consulta de los archivos, el Répertoire Général (accesible en Enlaces externos), con el cual los registros y documentos de la Sociedad se convirtieron en un archivo propiamente dicho. El acceso a los archivos fue definido con mayor detalle en las reglas oficiales establecidas en un documento de dos páginas titulado "Acceso a los archivos de la Sociedad de Naciones", publicado en el boletín del Secretario General en 1969.

## Estructura
El archivo de la Sociedad de Naciones es una colección histórica de los Archivos de las Naciones Unidas en Ginebra. Está organizado según las secciones administrativas que existían durante la época de la Sociedad de Naciones, como la Sección de Mandatos, que se centraba en la administración de los territorios bajo el sistema de mandatos creado por el Tratado de Versalles.

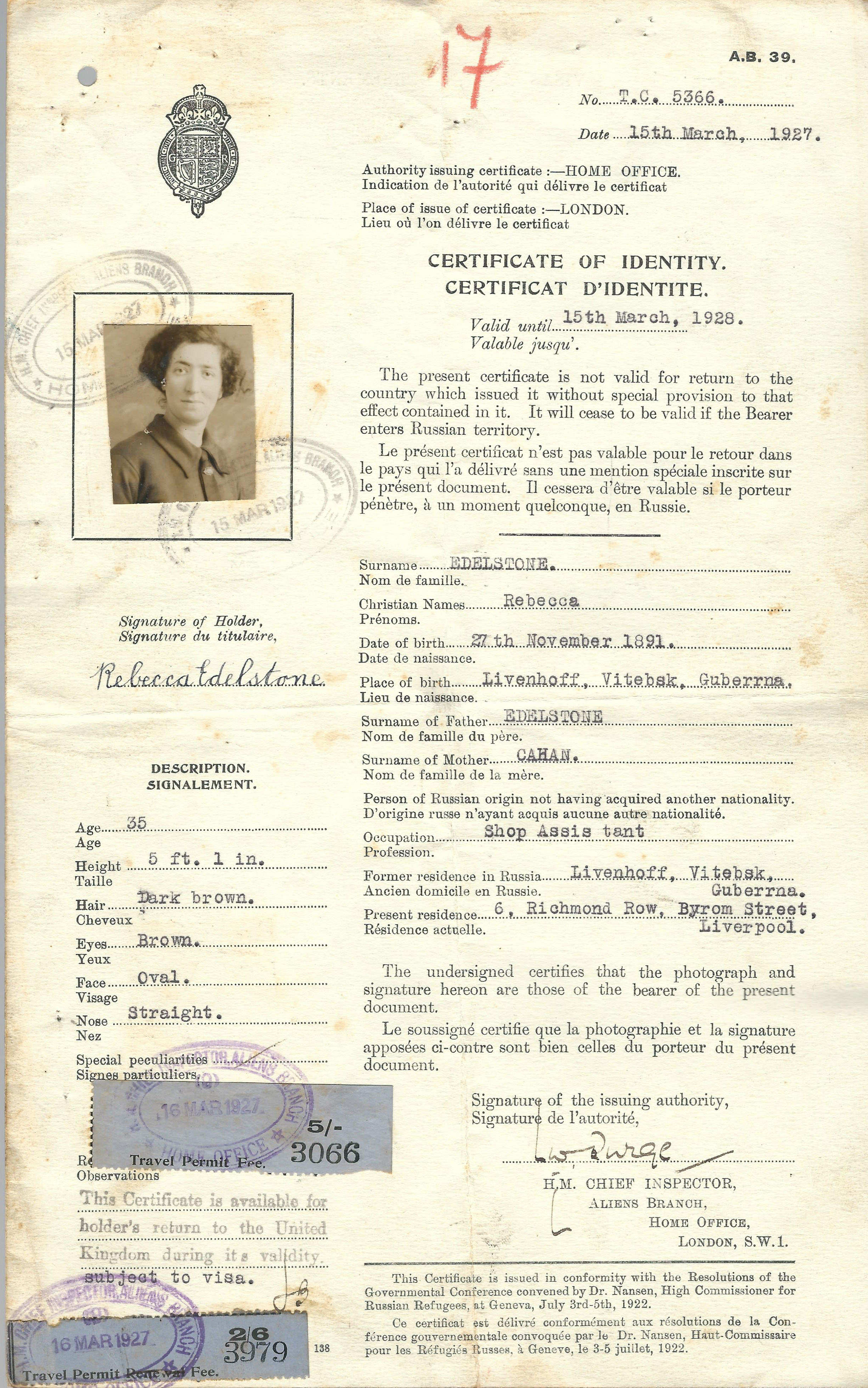
El Fondo Nansen de los archivos de la Sociedad de Naciones es un híbrido entre el grupo de archivos de la Secretaría y los Fondos Externos. Lleva el nombre de Fridtjof Nansen, quien inventó el Pasaporte Nansen (imagen) como Alto Comisionado para los Refugiados de la Sociedad de Naciones.

Los archivos se dividen en dos segmentos principales: el grupo de archivos de la Secretaría y los Fondos Externos. El Fondo Nansen (también conocido como "Grupo de archivo mixto de refugiados") es la única sección que se considera un híbrido de estos dos segmentos.

### El grupo de archivos de la Secretaría
El grupo de archivos de la Secretaría abarca los documentos producidos o recibidos en la sede de la Sociedad de Naciones en Ginebra. Está compuesto por los archivos establecidos por el Registro y en los archivos generados por ciertas secciones de la Sociedad. Éstos se conocen como archivos de Registro y archivos de Sección, respectivamente.

#### El Registro
El Registro era la unidad centralizada de la Secretaría que indexaba y procesaba la mayoría de los archivos de la Sociedad de Naciones de acuerdo con las reglas oficiales. Los archivos del Registro están organizados en tres períodos cronológicos diferentes: 1919–1927, 1928–1932 y 1933–1946.

#### Archivos de sección
Los archivos de las secciones fueron creados espontáneamente y desarrollados libremente por las secciones específicas (por ejemplo, Sección Económica y Financiera, Sección de Mandatos, etc. ). En consecuencia, no tienen una "verdadera historia oficial". Por el hecho de estar separados del Registro, los archivos de sección se organizaban por su respectiva sección. Por lo tanto, los archivos de Sección tienden a estar menos organizados que los archivos de Registro.

### Fondos Externos
Los Fondos Externos son grupos de archivo de origen externo, lo que significa que fueron recopilados fuera de la Secretaría. Fueron definidos y controlados por las instituciones específicas que los crearon. Algunos ejemplos son la Comisión de Gobierno de la Cuenca del Sarre y los archivos de la Oficina de la Sociedad en Berlín.

### Colecciones
Aparte de los dos segmentos principales, los archivos de la Sociedad también contienen "Colecciones", que son grupos de documentos reunidos independientemente de la administración de la Sociedad. El principal grupo de este tipo se conoce como la colección de "documentos" de la Sociedad.

## Archivos destruidos o perdidos
Parte de los archivos de la Sociedad de Naciones fueron destruidos en diferentes momentos por diferentes razones. Los archivos de las secciones, por ejemplo, no estaban necesariamente sujetos a las reglas del Registro, y esto permitió frecuentemente que las secciones destruyeran los registros por conveniencia administrativa. En otras ocasiones, la destrucción fue consecuencia de la situación bélica. Las pérdidas más graves son las de ciertos archivos de sección posteriores y los documentos de los dos primeros Secretarios Generales.
Muchos Fondos Externos se han perdido, fueron objeto de daños durante la guerra y/o de destrucción sistemática. Hasta la fecha se desconoce el número exacto de archivos faltantes.

## Proyecto de Acceso Digital Total a los Archivos de la Sociedad de Naciones (LONTAD)
En 2017, la Biblioteca de la ONUG lanzó el Proyecto de Acceso Digital Total a los Archivos de la Sociedad de Naciones (LONTAD), con la intención de preservar, digitalizar y proporcionar acceso en línea a los archivos de la Sociedad de Naciones. Su objetivo principal es modernizar el acceso a los archivos para investigadores, instituciones educativas y el público en general.